# Laotische Streitkräfte
Die Laotischen Streitkräfte sind das Militär der Demokratischen Volksrepublik Laos. Sie gliedert sich in ein Heer und eine Luftwaffe. Aufgrund der Binnenlage des Landes besteht keine eigenständige Marine, aber das Heer betreibt Seestreitkräfte zur Überwachung des Mekong.

## Allgemeines
Das Militär ist ausschließlich auf die Landesverteidigung ausgerichtet. Dies liegt zum einen an der niedrigen Bevölkerungszahl im Verhältnis zur Fläche des Landes sowie an dem zu fast 90 % durch  Gebirge gekennzeichneten Land. Die Waffen stammen überwiegend von den ehemaligen kommunistischen Bruderstaaten. Auch heute noch werden z. B. Flugabwehrraketen aus Belarus geliefert.
Die laotischen Streitkräfte verfügen über einen Personalbestand von 30.000 aktiven Soldaten, wovon 26.000 im Heer und 4.000 in der Luftwaffe dienen. Des Weiteren werden 100.000 Paramilitärs unterhalten. Hauptaufgaben dieser Kräfte sind Grenzsicherung und die innere Sicherheit, einschließlich Aufstands- und Terrorismusbekämpfung. Im Jahr 2023 betrug der Verteidigungshaushalt 38,28 Mio. US-Dollar, was 0,2 Prozent des Bruttoinlandsprodukts ausmachte.

## Ausrüstung

### Heer

#### Landfahrzeuge
| Typ          | Bild         | Herkunft           | Funktion          | Anzahl |
| ------------ | ------------ | ------------------ | ----------------- | ------ |
| T-72B1       | Beispielbild | Russland           | Kampfpanzer       | 20     |
| T-54/T-55    | Beispielbild | Sowjetunion        | Kampfpanzer       | 30     |
| PT-76        | Beispielbild | Sowjetunion        | Amphibienpanzer   | 25     |
| BTR-60P      | Beispielbild | Sowjetunion        | Radschützenpanzer | 130    |
| BTR-152      | Beispielbild | Sowjetunion        | Panzerfahrzeug    | 30     |
| M8 Greyhound | Beispielbild | Vereinigte Staaten | Spähpanzer        | 25     |
| ZSU-23-4     | Beispielbild | Sowjetunion        | Flakpanzer        | 10     |

Dazu kommen noch 34 Panzerhaubitzen, 87 Artilleriegeschütze und 64 Raketenwerfer.

### Luftwaffe

Kokarde der laotischen Luftwaffe

#### Luftfahrzeuge
Die laotische Luftwaffe betreibt 5 Flugzeuge und 27 Hubschrauber (Stand Ende 2021).
| Luftfahrzeuge    | Bild         | Herkunft              | Verwendung                          | Version     | Aktiv     | Bestellt  | Anmerkungen |
| Flugzeuge        | Flugzeuge    | Flugzeuge             | Flugzeuge                           | Flugzeuge   | Flugzeuge | Flugzeuge | Flugzeuge   |
| ---------------- | ------------ | --------------------- | ----------------------------------- | ----------- | --------- | --------- | ----------- |
| Jakowlew Jak-130 | Beispielbild | Russland              | Schul- u. Leichtes Angriffsflugzeug |             | 4         | 6         |             |
| Xi’an MA60       | Beispielbild | Volksrepublik China   | Transportflugzeug                   |             | 1         |           |             |
| Hubschrauber     |              |                       |                                     |             |           |           |             |
| Bell UH-1        | Beispielbild | Vereinigte Staaten    | Transporthubschrauber               | Bell UH-1H  | 4         |           |             |
| Harbin Z-9       | Beispielbild | Volksrepublik China   | Transporthubschrauber               |             | 4         |           |             |
| Kamow Ka-32      | Beispielbild | Sowjetunion           | Transporthubschrauber               |             | 2         |           |             |
| Mil Mi-8         | Beispielbild | Sowjetunion/ Russland | Transporthubschrauber               | Mi-17Mi-171 | 17        |           |             |

## Militärflugplätze
Die meisten zivilen Verkehrsflughäfen werden auch militärisch genutzt. Daneben gibt es einige Stützpunkte, die den laotischen Luftstreitkräften vorbehalten sind:
- Militärflugplatz Muang Phonsavan (nahe dem zivilen Flughafen Xieng Khouang; mit sowjetisch-vietnamesischer Hilfe gebaut)
- Militärflugplatz Seno (Xeno) (IATA: SND; ehemals französischer Flugplatz bei Savannakhet, mit sowjetisch-vietnamesischer Hilfe neu errichtet)
- Militärflugplatz Long Tieng (von den Vereinigten Staaten erbauter geheimer Stützpunkt im Zweiten Indochinakrieg, vom laotischen Militär übernommen)

Im Jahr 1977 hat die Luftwaffe zwölf MiG-21PFM aus der Sowjetunion, 1980 zwölf MiG-21bis und zwei MiG-21UM, auf dem Flughafen Vientiane stationiert. 2022 keine im Inventar.